# Tasiocera wilhelminae
Tasiocera wilhelminae là một loài ruồi trong họ Limoniidae. Chúng phân bố ở miền Australasia.